# Faularan (Seloi Craic)
Faularan ist eine osttimoresische Aldeia im Suco Seloi Craic (Verwaltungsamt Aileu, Gemeinde Aileu). 2015 lebten in der Aldeia 411 Menschen.

## Geographie und Einrichtungen
Die Aldeia Faularan liegt im Norden des Sucos Seloi Craic. Südwestlich befindet sich die Aldeia Fatumane, südlich die Aldeias Raicoalefa und Leobraudu. Im Osten grenzt Faularan an den Suco Aissirimou und im Norden an die zum Verwaltungsamt Laulara gehörenden Sucos Madabeno, Tohumeta und Fatisi. Das Zentrum der Aldeia Faularan befindet sich an ihrer Südgrenze im Dorf Sarlala, das entlang der Überlandstraße von Gleno und Aileu im Süden, nach Turiscai im Nordosten, sich bis weit in die Aldeia Leobraudu ausdehnt. Während die beiden Ortskirchen sich in der Nachbaraldeia befinden, steht die Grundschule im Nordwesten des Dorfes auf dem Gebiet von Faularan. Die Überlandstraße verlässt die Aldeia sofort wieder nach Osten, um einen Schwenk durch die Aldeia Erkoatun (Suco Aissirimou) zu machen und dann weiter östlich wieder knapp vor der Grenze durch Faularan zu führen. Wo die Straße endgültig die Aldeia nach Norden verlässt liegt das kleine Dorf Solerema, in dem sich ein Markt befindet.
Von Sarlala aus führt eine weitere Straße erst in Richtung Norden und dann nach Westen. Sie führt an einzelnen Häusern im Zentrum der Aldeia vorbei, wo größere Siedlungen fehlen und verlässt Faularan schließlich in Richtung Fatisi. Weiter im Norden endet sie in Comoro, einem westlichen Stadtteil der Landeshauptstadt Dili.

## Politik
2023 wurde Alcino Soares zum Chefe de Aldeia gewählt.